# Stijn Vreven
Stijn Vreven (ur. 18 lipca 1973 w Hasselt) – belgijski piłkarz grający na pozycji środkowego obrońcy, a następnie trener. Był reprezentantem Belgii.

## Kariera klubowa
Swoją karierę piłkarską Vreven rozpoczynał w juniorach klubów Diepenbeek VV i Sint-Truidense VV. W 1993 roku został zawodnikiem KV Mechelen i w sezonie 1993/1994 zadebiutował w jego barwach w pierwszej lidze belgijskiej. W 1997 roku odszedł do KAA Gent, w którym zadebiutował 9 sierpnia 1997 w przegranym 0:4 domowym z Club Brugge. W Gent grał przez dwa lata.
Latem 1999 Vreven przeszedł do holenderskiego FC Utrecht. W Eredivisie zadebiutował 15 sierpnia 1999 w zwycięskim 1:0 domowym meczu z NEC Nijmegen. W sezonie 2002/2003 zdobył z Utrechtem Puchar Holandii. Zawodnikiem Utrechtu był przez cztery lata.
Latem 2003 Vreven został zawodnikiem 1. FC Kaiserslautern. Swój debiut w nim zaliczył 2 sierpnia 2003 w przegranym 0:1 domowym meczu z TSV 1860 Monachium. W Kaiserslautern grał przez rok.
W 2004 roku Vreven wrócił do Holandii i został piłkarzem SBV Vitesse. W klubie z Arnhem zadebiutował 13 sierpnia 2004 w wygranym 3:2 wyjazdowym spotkaniu z Rodą JC Kerkrade. W Vitesse grał do końca 2005 roku.
Na początku 2006 roku Vreven został zawodnikikem Omonii Nikozja. W sezonie 2005/2006 wywalczył z nią wicemistrzostwo Cypru. Latem 2006 odszedł do ADO Den Haag, w którym swój debiut zaliczył 19 sierpnia 2006 w przegranym 2:3 domowym meczu z sc Heerenveen. Na koniec sezonu 2006/2007 spadł z ADO do Eerste divisie.
Latem 2007 Vreven przeszedł do Sint-Truidense VV. Zadebiutował w nim 4 sierpnia 2007 w przegranym 1:2 wyjazdowym meczu z KSC Lokeren. Wiosną 2008 został wypożyczony do trzecioligowego KSK Tongeren. W latach 2008–2010 grał w czwartoligowym KESK Leopoldsburg, w którym zakończył karierę.
| Sezon   | Klub                 | Kraj     | Rozgrywki                 | Mecze | Gole |
| ------- | -------------------- | -------- | ------------------------- | ----- | ---- |
| 1993/94 | KV Mechelen          | Belgia   | Eerste klasse             | 8     | 1    |
| 1994/95 | KV Mechelen          | Belgia   | Eerste klasse             | 18    | 0    |
| 1995/96 | KV Mechelen          | Belgia   | Eerste klasse             | 27    | 1    |
| 1996/97 | KV Mechelen          | Belgia   | Eerste klasse             | 29    | 1    |
| 1997/98 | KAA Gent             | Belgia   | Eerste klasse             | 29    | 0    |
| 1998/99 | KAA Gent             | Belgia   | Eerste klasse             | 28    | 0    |
| 1999/00 | FC Utrecht           | Holandia | Eredivisie                | 29    | 1    |
| 2000/01 | FC Utrecht           | Holandia | Eredivisie                | 28    | 0    |
| 2001/02 | FC Utrecht           | Holandia | Eredivisie                | 29    | 1    |
| 2002/03 | FC Utrecht           | Holandia | Eredivisie                | 27    | 1    |
| 2003/04 | 1. FC Kaiserslautern | Niemcy   | Bundesliga                | 8     | 0    |
| 2004/05 | SBV Vitesse          | Holandia | Eredivisie                | 29    | 0    |
| 2005/06 | SBV Vitesse          | Holandia | Eredivisie                | 27    | 0    |
| 2005/06 | Omonia Nikozja       | Cypr     | Protathlima A’ Kategorias | 6     | 0    |
| 2006/07 | ADO Den Haag         | Holandia | Eredivisie                | 20    | 0    |
| 2007/08 | Sint-Truidense VV    | Belgia   | Eerste klasse             | 11    | 0    |
| 2007/08 | KSK Tongeren         | Belgia   | Derde klasse              | 10    | 0    |
| 2008/09 | KESK Leopoldsburg    | Belgia   | IV liga                   | 22    | 0    |
| 2009/10 | KESK Leopoldsburg    | Belgia   | IV liga                   | 27    | 1    |

## Kariera reprezentacyjna
W reprezentacji Belgii Vreven zadebiutował 21 sierpnia 2002 w zremisowanym 1:1 towarzyskim meczu z Polską, rozegranym w Szczecinie. W kadrze narodowej rozegrał 2 mecze, oba w 2002 roku.

## Kariera trenerska
Po zakończeniu kariery piłkarskiej Vreven został trenerem. Prowadził kolejno: KFC Esperanza Neerpelt (2010-2012), KFC Dessel Sport (2012-2013), Lommel United (2013-2015), Waasland-Beveren (2015-2016), NAC Breda (2017-2018), Beerschot Wilrijk (2018-2019), KSC Lokeren (2019-2020) i AS Trenčín (2020-2021).